# Liste des jardins portant le label Jardin remarquable de La Réunion
Cet article recense les jardins possédant le label « jardin remarquable » à La Réunion, en France.
Au début 2024, la région compte un seul jardin ainsi labellisé.

## Liste
| Jardin                                   | Commune   | Année | Coordonnées                  | Photo |
| ---------------------------------------- | --------- | ----- | ---------------------------- | ----- |
| Mascarin, jardin botanique de La Réunion | Saint-Leu | 2019  | 21° 08′ 15″ S, 55° 17′ 45″ E |       |